# Burg am Kostdobelgraben
Die Burg am Kostdobelgraben befand sich in Schnait, einem Stadtteil von Weinstadt im baden-württembergischen Rems-Murr-Kreis. Von der einstigen Befestigungsanlage haben sich nur geringe Überreste erhalten, welche später in ein Wohnhaus integriert wurden.

## Lage
Der geringe Rest der Befestigungsanlage befindet sich an der Stelle des heutigen Wohnhauses Tobelstraße 7, welches im Volksmund das Kloster (schwäbisch „Klauschder“) genannt wird.

## Beschreibung
Da sich das Haus Tobelstraße 7 in Privatbesitz befindet, ist eine Besichtigung nicht möglich. Nach Eugen Bellon befand sich an der Stelle des heutigen Wohnhauses ein runder Turm, dessen Reste in das Mauerwerk des Kellers einbezogen seien. In dem Haus auf der anderen Seite der Straße (Tobelstraße 8) sollen sich Mauerreste eines zweiten Turms befinden. Hinter dem erstgenannten Haus soll auch noch eine kleine Mauer mit Schießscharte sichtbar sein.

## Geschichte
Über die Befestigungsanlage haben sich keine Nachrichten erhalten. Wann die Burg erbaut wurde, ist völlig unklar. Bellon nimmt an, dass die Anlage vor dem Jahr 1098 gebaut wurde. Gerhard Fritz bezweifelte diese Angabe. Da das Haus Tobelstraße 7 auch „Kloster“ genannt wird, vermutet Bellon in dem Gebiet ein kleines Herrenkloster. Ein bestimmtes Adelsgeschlecht kann der Befestigung am Kostdobelgraben nicht eindeutig zugeordnet werden.
Schnait war grundrechtlich in zwei Teile geteilt: Während den einen Teil die Grafen von Wirtenberg hielten, besaßen zunächst die Dürner von Dürnau den anderen Teil. Die Wirtenberger belehnten im Jahre 1366 Heinrich Rorbeck mit ihrem Besitz. Der Anteil der Dürner kam zu einem unbekannten Zeitpunkt an die Herren von Gaisberg. Von den Dürnern erwarben die Gaisberger auch die Burg Schnait. Allerdings war diese zu jener Zeit schon im Abgang begriffen. An ihre Stelle trat am Anfang des 16. Jahrhunderts (1518) das von den Gaisbergern neu erbaute Alte Schloss Schnait. Die Befestigungsanlage am Kostdobelgraben dürfte zu dieser Zeit auch nicht mehr existent gewesen sein. Naheliegend ist, dass sie überflüssig wurde und die Mauerreste in Bauernhäuser einbezogen wurden.